# Hôtel del ritorno alla natura
Hôtel del ritorno alla natura è un romanzo di Georges Simenon scritto nel 1935 e pubblicato da Gallimard nel 1938. Pare che Simenon si sia ispirato per la trama a un fatto di cronaca. 
In italiano è uscito nella traduzione di Franco Roberto come Gli assetati presso Mondadori (coll. "Romanzi della Palma" n. 47) nel 1953. Precedentemente, nel 1947 ne era stato pubblicato un estratto, dal titolo Esperimento alle Galapagos in L'uomo dai due corpi (1947, coll. "Gialli", nuova serie n. 24). In nuova traduzione di Giandonato Crico è uscito quindi nel 1989, presso Adelphi (coll. "Biblioteca Adelphi" n. 214) e nel 2014 (coll. "gli Adelphi" n. 469).

## Trama
Lo scienziato tedesco Franz Müller vive da cinque anni a Floreana, un'isola delle Galápagos,  in compagnia di Rita Ehrlich, un'ammiratrice con cui intrattiene una relazione solo platonica. Lo studioso si è rifugiato in quel luogo sperduto per fuggire una vita borghese, e inganna il tempo redigendo un trattato che non riesce a portare a termine. 
Da poco tempo i due hanno come vicini gli Herrmann, arrivati fin lì sperando che la vita al contatto della natura possa giovare al loro figlio Jef, adolescente tubercolotico e debole di mente. Ogni sei mesi arriva una nave coi rifornimenti di viveri e la posta. 
La vita prosegue regolare fino allo sbarco sull'isola dell'eccentrica e insopportabile contessa von Kleber, affiancata da due bellimbusti, Nic e Kraus. Anche lei vorrebbe fare ritorno a una vita naturale, ma in modo diverso dagli altri ospiti dell'isola: intende, infatti, costruire un albergo per turisti, che vuole appunto battezzare Hôtel del ritorno alla natura. La donna passa le giornate nell'attesa degli yacht dei suoi amici altolocati, ai quali chiede di portarle sigarette e whisky, di cui lei non sa fare a meno. Tuttavia, non si presenta praticamente nessuno, tranne un freddo aristocratico inglese che si limita a invitarla a pranzo a bordo della propria lussuosa imbarcazione. Le cose sono sul punto di precipitare. La contessa, che da tempo è diventata l'amante di Nic, ferisce il giovanotto nel corso d'un litigio. 
La situazione diviene tesa anche con gli altri abitanti anche a causa di una disputa, durante la stagione secca, a proposito d'una sorgente d'acqua che i nuovi venuti utilizzano senza riguardo degli altri.
Il giovane Kraus, che ha abbandonato da tempo la coppia di avventurieri che lo sfruttava e che teme di avere i giorni contati a causa della tubercolosi cui è affetto, s'allontana con un canotto in compagnia d'un pescatore locale. Si saprà più tardi che i due hanno fatto naufragio e che sono annegati. 
Un giorno, Nic e la contessa scompaiono: si suppone abbiano preferito mettere fine ai loro giorni piuttosto che ammettere il fallimento del loro progetto. Infine, il professor Müller, esasperato per la piega che hanno preso gli eventi, muore d'una crisi di apoplessia. Rimasta sola, a Rita non resta che rientrare in Germania.

## Temi
Tra i temi del libro, l'esistenza forzata degli individui in piccoli gruppi, l'erotismo e l'autodistruzione alcolica, l'esperienza della natura tra utopia robinsoniana da "isola incantata" e la "natura che si difende da sé contro l'orgoglio degli esseri umani".

## Adattamenti cinematografici e televisivi
- Ceux de la soif, regia televisiva di Laurent Heynemann (1989), con Bruno Cremer e Mimsy Farmer[1].

## Edizioni italiane
- Georges Simenon, Gli assetati, trad. di Franco Roberto, Mondadori, Milano 1953
- Georges Simenon, Hôtel del ritorno alla natura, trad. di Laura Frausin Guarino, Adelphi ("Biblioteca Adelphi" n° 214), Milano 1989 ISBN 9788845907067